# Дейчаківський Микола (мемуарист)
Дейчаківський Микола (псевдо: «Микола Кузик», «Мук»; 9 грудня 1921, Ямниця — 11 липня 2002, Парма) — український мемуарист, лікар, спортсмен, громадський діяч, член ОУН.

## Життєпис
Народився 9 грудня 1921 року в селі Ямниця Станіславського повіту (Галичина) у родині Антона та Анни Дейчаківських.
Здобувши середню освіту в Станиславові, з 1940 року почав вивчати філологію у Львівському університеті. Через закриття філологічного факультету після приходу на західноукраїнські землі гітлерівського режиму захопився медициною і розпочав 1942 y Львові лікарські студії. Після Другої світової війни продовжив їх у Відні, а закінчив 1949-го y Мюнхені.
З 1940 року став членом ОУН. Брав активну участь у політичних акціях  організації на західних і східних теренах України, виконуючи різноманітні доручення проводу. В 1944 році був призначений зв'язковим закордонного представництва Української Головної Визвольної Ради (УГВР). Через рік був заарештований фашистським гестапо через спроби налагодити зв'язки УГВР з французьким антифашистським опором. Тільки близький кінець війни врятував українського підпільника від тортур та ймовірного розстрілу.
Закінчивши медичні студії в країнах Західної Європи, 1950 року емігрував до США. Поселився у Клівленді, де згодом розпочав лікарську практику. Був активним у громадському житті української діаспори за океаном.  Долучився до діяльності «Українського лікарського товариства Північної Америки» (очолював відділ в Огайо), входив до правління товариств «Рідна школа», «Самопоміч», організацій «Українсько-американський дім», «Комітет Станиславівщини». Був членом «Українського народного союзу». Очолював фонд допомоги Україні в Огайо, співзасновник «Координаційного комітету допомоги Україні» (1991).
Ще з молодих літ палко захоплювався спортом (передовсім футболом) і тривалий час був активним членом багатьох українських спортивних товариств і клубів на рідній землі та закордоном. Серед них: «Вихор» Ямниця (1936—1937), «Пролом» Станиславів (1938—1939), студентська команда Львівського Університету (1940—1941), команда с. Ямниця (1940—1941), «Черник» Станиславів (1943),  УССК Львів (1943—1944), УССК Мюнхен і «Січ» Регенсбург (друга половина 40-х). Восени 1948 року в складі репрезентації України на Олімпіаді «Ді-Пі» в Німеччині здобув золоту медаль в футбольному турнірі. На еміграції в США виступав за філадельфійський «Тризуб» та чиказьких «Левів».
Помер 11 липня 2002 р. у Пармі. Похований на цвинтарі св. Петра і Павла.

## Творчий доробок
Автор спогадів «На визвольних стежках Європи: Спогади зв’язкового ОУН. Футбольні спогади Мука» (К.: «Юніверс», 1997).